# Starship Troopers (компьютерная игра)
Starship Troopers (с англ. — «Звёздный десант») — компьютерная игра, шутер от первого лица, разработанный компанией Strangelite и выпущенный в продажу компанией Empire Interactive в 2005 году. Игра основана на серии фильмов Звёздный десант. Локализованная версия поступила в продажу 27 апреля 2006 года.
Действие игры разворачивается через пять лет после событий фильма. Игрок берёт на себя роль Мародёра Ноль-Шесть, солдата Федерации, снабжённого экзоскелетом Мародёр. События начинаются с высадки игрока на планету Геспер, захваченную Арахнидами. Перед началом каждого уровня игроку открывается новая страница архива (различные данные по Вселенной «Звёздного десанта»), а также видеоролик (отрывки из фильмов Звёздный десант или Звёздный десант 2). Также дополнительный видеоролик открывается после успешного прохождения уровня.

## Игровой процесс
Игра представляет собой шутер от первого лица с линейным сюжетом. Игрок имеет набор вооружения, боезапас и показатели здоровья и «щита». Щит является особенностью экзоскафандра и защищает игрока от любых повреждений. Как только запас щита иссякает, любые повреждения уменьшают показатель здоровья игрока. Для восстановления запаса здоровья необходимо подбирать аптечки. Щит экзоскелета восстанавливается самостоятельно в случае, если игрок некоторое время не получает повреждения.
Основным противником в игре является раса Арахнидов (часто также упоминаются как просто «жуки») (лат. Arachnida — паукообразные), гигантских разумных насекомых. Большая часть видов Арахнидов взята из фильмов серии, однако было добавлено также большое число новых видов.
Персональное вооружение в игре имеет основной и альтернативный режимы ведения огня (при этом почти всегда для обоих режимов стрельбы используются одинаковые патроны). Пополнять боезапас можно из специальных ящиков со снаряжением или подбирая оружие с тел убитых солдат.

## Сюжет
Игра не имеет чётко выделенной сюжетной линии, текущие события сообщаются игроку перед каждой миссией в виде комментариев к вступительным видеороликам. Сама игра разбита на последовательность «миссий», не имеющих прямой связи между собой и разделённых временными интервалами. Обычно в каждой миссии игроку предстоит выполнить какое-либо опасное задание, которое обычный солдат выполнить не в состоянии из-за отсутствия защитного экзоскелета.

## Отзывы
| Сводный рейтинг | Сводный рейтинг |
| Агрегатор       | Оценка          |
| --------------- | --------------- |
| GameRankings    | 48,68 %         |